# Zarząd Dróg i Transportu Miejskiego w Lublinie
Zarząd Dróg i Transportu Miejskiego w Lublinie – gminna jednostka budżetowa organizująca i zarządzająca drogami i komunikacją miejską w Lublinie. Została utworzona 1 lipca 2024.

## Historia
Zarząd Transportu Miejskiego został powołany w celu uporządkowania spraw związanych z organizacją transportu publicznego. W okresie PRL obowiązywał monopol na organizację i wykonywanie komunikacji miejskiej – w Lublinie te zadania wykonywało Miejskie Przedsiębiorstwo Komunikacyjne. W latach 90. pojawiły się podmioty prywatne świadczące usługi przewozowe, jednak ich działalność (w tym dobór obsługiwanych linii, wysokość i forma pobierania opłat przewozowych) nie była skoordynowana z działaniami MPK.
Zmiany w prawie – w tym zmuszenie samorządów do organizacji i finansowania transportu publicznego – umożliwiły rozdzielenie funkcji planowania, organizacji i zarządzania komunikacją miejską od wykonywania przewozów. W wielu miastach taki podział wprowadzono po roku 2000; w Lublinie był to rok 2009.
W 2024 Zarząd Transportu Miejskiego połączono z inną jednostką budżetową gminy – Zarządem Dróg i Mostów. Połączona jednostka, pod nazwą Zarząd Dróg i Transportu Miejskiego, zaczęła funkcjonować od 1 lipca 2024.

## Zadania
ZDiTM działa na terenie Lublina oraz gmin i powiatów, z którymi Lublin zawarł porozumienia dotyczące transportu zbiorowego. Jego zadania określa statut – załącznik do uchwały tworzącej ZDiTM. Są to m.in.:
- planowanie sieci komunikacyjnej, układu i rozkładów jazdy linii trolejbusowych i autobusowych;
- określanie zakresu zamówień usług przewozowych, wybór przewoźników i zawieranie umów, kontrola realizacji usług przewozowych (szczególnie kontrola jakości), kontrola wykonywania przewozów;
- dbanie o priorytet dla komunikacji miejskiej w zarządzaniu ruchem w Lublinie, praca nad polityką transportową i planami rozwoju transportu;
- polityka taryfowa, organizacja dystrybucji i sprzedaży biletów, zapewnienie kontroli biletów;
- rozpatrywanie skarg i wniosków, udzielanie informacji dot. komunikacji miejskiej;
- utrzymanie przystanków, zamieszczanie informacji przystankowej, uzgadnianie zasad korzystania z przystanków[2][3].

## Operatorzy
Usługi przewozowe realizuje kilku operatorów: miejska spółka MPK Lublin Sp. z o.o. (w 2015 obsługiwała ona 85% przewozów) oraz podmioty prywatne.